# 水木駅
水木駅（みずきえき）は、茨城県日立市水木町二丁目にあった、日立電鉄日立電鉄線の駅（廃駅）である。

## 歴史
- 1947年（昭和22年）9月1日：日立電鉄線大甕 - 鮎川間開通に伴い開業。
- 1961年（昭和36年）
  - 7月28日：交換設備を増設。
  - 10月1日：有人化し、駅舎新築。
- 1977年（昭和52年）6月30日：ホームの上屋が完成。
- 1987年（昭和62年）
  - 3月10日：駅前に自転車置き場を設ける。
  - 10月1日：自動券売機設置。
- 2005年（平成17年）4月1日：日立電鉄線の廃線に伴い廃止。

## 駅構造

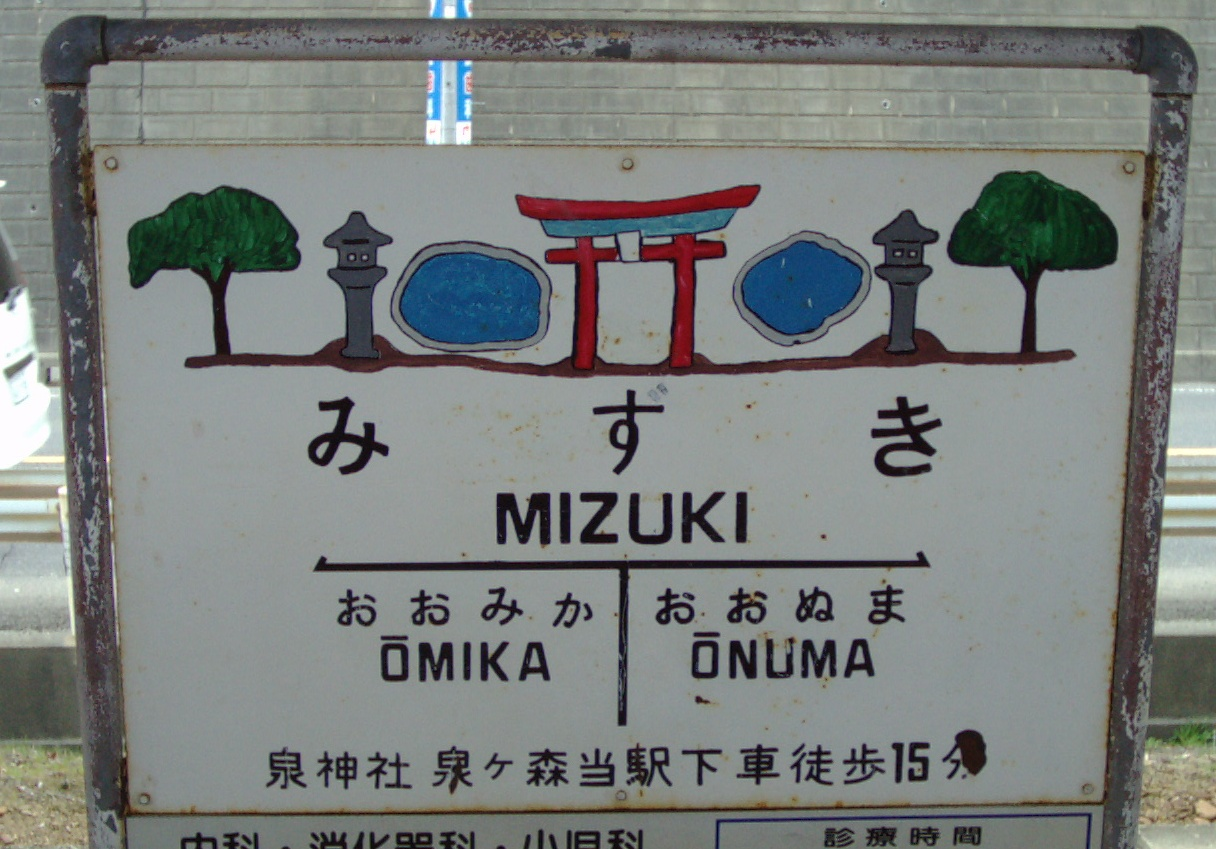
駅名標（2005年3月）

地上駅。開業当初は単式ホーム1面1線を有したが、周辺のベッドタウン化により通勤需要が増大したため、1961年（昭和36年）7月に交換設備を増設、以降廃止まで島式ホーム1面2線を有した。
また開業当初は無人駅であったが、交換設備増設後の1961年（昭和36年）10月に有人化され、廃止時まで直営駅となっていた。2005年（平成17年）3月の時点では駅員は平日の午前6時50分から午前9時40分及び午後4時から午後7時に配置されていた。
廃止時の駅舎は有人化と同時に設けられたものであった。長らく出札兼改札窓口だけの小屋に屋根をかけ、そこを待合所としたのみの駅舎であったが、脇に電鉄プラザ水木店が併設されてからはそちらのほうが目立つようになった。
自動券売機の設置が1台あり、駅員無配置時間でも乗車券の購入が出来た。また、乗車駅証明書発行機が1台設置され、白地に朱色網がけで横の縁を上下とも塗った証明書が発行されていた。

## 駅周辺
- 日立市立水木小学校
- 日立市立泉丘中学校
- 泉神社泉が森

## 隣の駅
日立電鉄
日立電鉄線
大甕駅 - 水木駅 - 大沼駅